# Теплівка (Лубенський район)
Теплі́вка — село в Україні, у Пирятинській міській громаді Лубенського районі Полтавської області. Населення становить 1071 осіб. Колишній орган місцевого самоврядування — Теплівська сільська рада.

## Географія
Село Теплівка знаходиться на правому березі річки Гнила Оржиця, вище за течією на відстані 4 км розташоване село Жоравка (Київська область), нижче за течією примикає село Олексіївка, на протилежному березі — село Смотрики та Малютинці. Поруч проходить автомобільна дорога М03.

## Історія
- Перша згадка — 1740 р., коли село отримало назву Теплівка, по імені власника Григорія Теплова. Засновано на території Війська Запорозького Городового — Гетьманщині.
- Граф Теплов мав дороге захоплення — американський тютюн, тому розпочав його вирощування.
- З 1847 року теплівський тютюн закуповується для виробництва цигарок компанією «Філіпп Морріс», використовується для створення у 1889 році тютюнової фабрики «Золота рибка» м. Прилуки (купцями Рабиновичем та Фрадкіним).
- У власності Г. Теплова був кінний завод вартістю 30,0 тис. рублів.
- В Теплівській економії мешкало 2552 особи, збудовані церква, земська школа, вітряки, паровий млин з олійницею, щорічно відбувалось 2 великих ярмарки.
- 1858 р.– село відвідав російський імператор Олександр ІІ, де познайомився з майбутньою дружиною Єкатериною Довгоруковою.
- У 1923 році село дало назву і увійшло до новоствореного Теплівського  району Прилуцької округи, Полтавської губернії маючи  545 дворів, 2677 мешканців (станом на 1925 р.)[2]. Адміністративним центром району стало село Березова Рудка.
- 12 червня 2020 року, відповідно до розпорядження Кабінету Міністрів України № 721-р «Про визначення адміністративних центрів та затвердження територій територіальних громад Полтавської області», село увійшло до складу Пирятинської міської громади[3].
- 19 липня 2020 року, в результаті адміністративно - територіальної реформи та ліквідації Питятинського району, село увійшло до складу новоутвореного Лубенського району[4].

## Населення
Згідно з переписом УРСР 1989 року чисельність наявного населення села становила 1277 осіб, з яких 566 чоловіків та 711 жінок.
За переписом населення України 2001 року в селі мешкали 1062 особи.

### Мова
Розподіл населення за рідною мовою за даними перепису 2001 року:
| Мова            | Кількість | Відсоток |
| --------------- | --------- | -------- |
| українська      | 1055      | 98.51%   |
| російська       | 14        | 1.31%    |
| інші/не вказали | 2         | 0.18%    |
| Усього          | 1071      | 100%     |

## Економіка
- Кооператив «Зелена нива».
- ПП «Степ».

## Об'єкти соціальної сфери
- Школа.

## Пам'ятки
- Мурована церква 1800 р.

## Відомі люди
В селі народилися:
- Іванько Олександр Андрійович — Герой Радянського Союзу.
- Маркіна Валентина Олексіївна — український історик-медієвіст.
- Ремесло Василь Миколайович — український вчений в галузі селекції та насінництва пшениці.
- Бідненко Олександр Іванович — герой СССР.
- Третяк Іван Лукович — Герой Радянського Союзу.
- Ващенко Г. — кобзар.